# Sweco
Sweco est un cabinet d'architecture et une entreprise d'ingénierie basé à Stockholm en Suède.

## Présentation
En juin 2015, Sweco fait une offre d'achat amicale sur son concurrent, le néerlandais Grontmij.
En 2015, Sweco comptait environ 14 500 employés et était présent en Suède, Norvège,  Finlande, Estonie, Danemark, Pays-Bas, Allemagne, République tchèque, Pologne, Lituanie, Royaume-Uni, Belgique, Bulgarie et Turquie.

## Quelques projets
- Tegera Arena
- Norra länken
- Citybanan
- Citytunneln
- Hôpital universitaire Karolinska
- Kuwait Towers
- Kuwait Water Towers
- Abu Simbel temples